# IObit Uninstaller

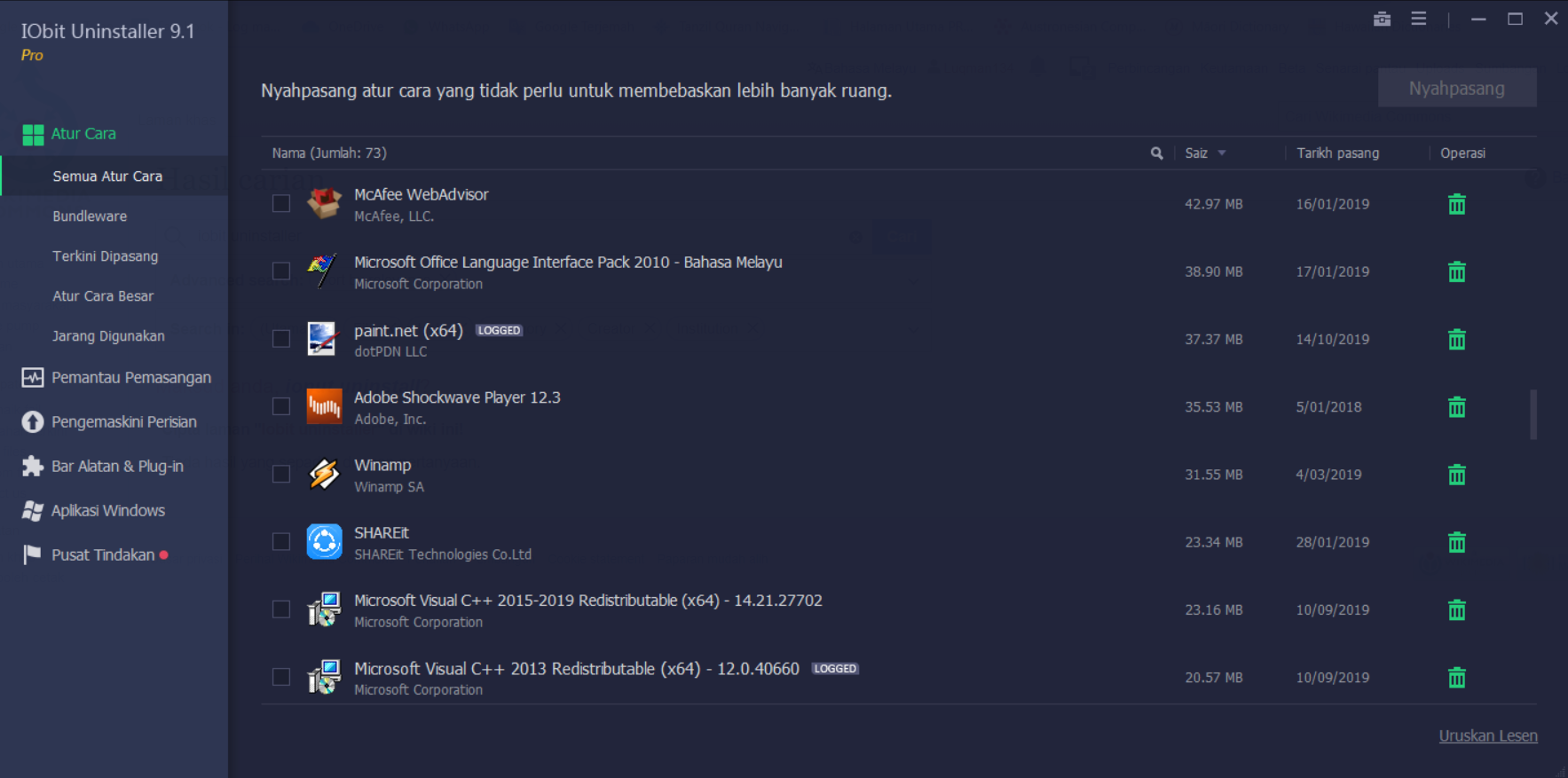
IObit Uninstaller

IObit Uninstaller es una aplicación para Windows desarrollada por IObit Inc. Este software es una herramienta de desinstalación que extiende el método de desinstalación nativo de Windows. Puede desinstalar programas, barras de herramientas, algunas entradas de registro temporales y plugins de los navegadores. 
Sin embargo, actualmente es considerado un PUP ya que se trata de un programa potencialmente no deseado, y también un Adware que promociona publicidad engañosa en la aplicación y que, si se descarga el programa, este mismo instala aplicaciones relacionadas con IObit sin el consentimiento expreso del usuario. Se recomienda tener precaución si se desea instalar el programa y si tiene instalado el programa desinstalarlo encarecidamente pues puede instalar programas que podrían contener más adware e incluso malware o spyware  

## Características
- Capaz de escanear archivos temporales de Windows y un modo de desinstalación forzada de archivos que no se dejan desinstalar.
- Desinstalar barras de herramientas y plugins innecesarios del navegador.
- Capaz de desinstalarse por sí mismo.